# Меннерс, Джон, 9-й герцог Ратленд
Капитан Джон Генри Монтегю Мэннерс, 9-й герцог Ратленд (21 августа 1886 — 22 апреля 1940) — британский пэр и эксперт по средневековому искусству. Был известен как маркиз Грэнби с 1906 по 1925 год.

## Ранняя жизнь и образование
Родился 21 августа 1886 года в Лондоне. Младший сын Генри Мэннерса, 8-го герцога Ратленда (1852—1925), и его жены Вайолет Линдси (1856—1937). Его мать была дочерью достопочтенного полковника Чарльза Хью Линдси (1816—1889), третьего сына 25-го графа Кроуфорда. Его старший брат Роберт Мэннерс, лорд Хаддон (1885—1894), умер в 1894 году в возрасте 9 лет. Ратленд получил образование в Итонском колледже и Тринити-колледже в Кембридже. Он поступил на дипломатическую службу в качестве почетного атташе и был направлен в британское посольство в Риме в 1909 году.

## Военная карьера
Маркиз Грэнби был поступил в неполный батальон 4-го полка Лестершира (его отец был почетным полковником) в качестве второго лейтенанта в 1910 году . Он ушел в отставку в июле 1914 года, но вернулся на службу с началом Первой Мировой Войны и дослужился до лейтенанта. Он был прикомандирован в качестве адъютанта в марте 1916 года к генералу Эдварду Монтегю-Стюарту-Уортли и дослужился до чина капитана до конца войны.
Он был отправлен на Западный фронт в феврале 1915 года, но недавно выяснилось, что он фактически не видел боя, а вместо этого был размещен в региональном штабе в замке Голдфиш:
 «Несмотря на то, что он год за годом проводил парад в честь Дня памяти в Ратленде и председательствовал на церемонии, его предполагаемая военная служба была притворной, но не его собственной. Его мать, Вайолет Мэннерс, 8-я герцогиня Ратленд, использовала свои значительные способности убеждения и положение, чтобы приблизиться к лорду Китченеру и сэру Джону Френчу, главнокомандующему Западным фронтом, чтобы удержать своего сына от участия в боевых действиях. В конце концов она сфальсифицировала серию медицинских осмотров и разрушила все надежды Джона на то, что он будет сражаться в окопах в Ипре со своим полком — 4-м батальоном Лестершира („Тигры“)
.
Автор Кэтрин Бейли, написавшая книгу „Тайные комнаты“ о герцоге, утверждала, что Ратленд „ сделал все, что мог, чтобы сражаться с людьми 4-го Лестерского полка. Но именно вмешательство его матери и постоянные подрывные действия в конце концов заставили его вернуться домой“. Однако есть свидетельства того, что после того, как Джон встретил свою будущую жену, он стал соучастником заговора своей матери, чтобы отстранить его от фронтовых обязанностей, и таким образом он провел остаток жизни, стыдясь и запирая свои последние годы, пытаясь стереть свое прошлое».

## Поздняя жизнь и семья

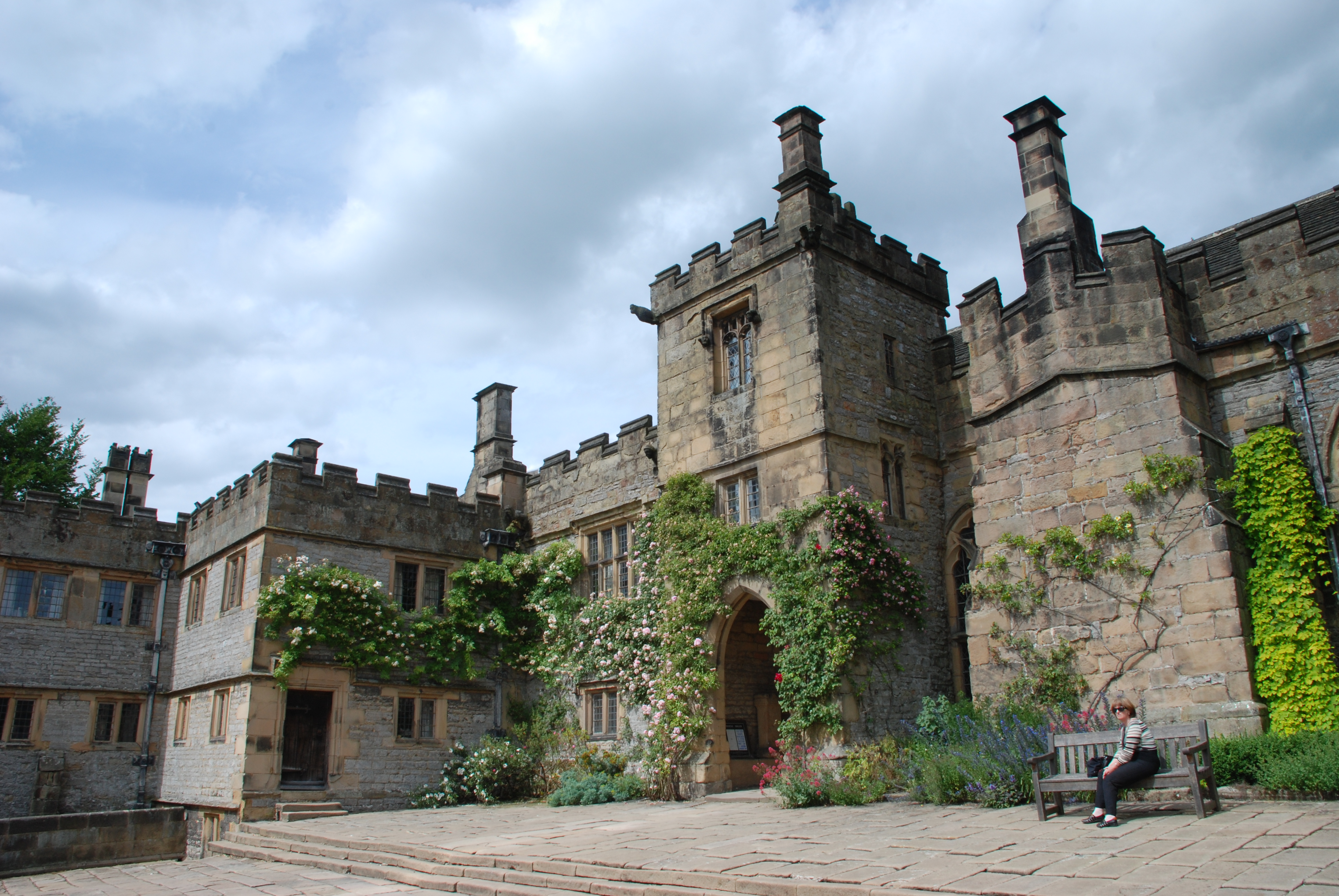
Хэддон-холл

27 января 1916 года маркиз Грэнби женился на Кэтлин Теннант (30 января 1895 — 4 декабря 1989), которую знал по кружку своей матери «Души». Она была дочерью Фрэнсиса Джона Теннанта (1861—1942) и Энни Джеральдин Редмэйн (? — 1956), внучкой сэра Чарльза Теннанта, 1-го баронета. У них было пятеро детей:
- леди Урсула Изабель Мэннерс (8 ноября 1916 — 2 ноября 2017), первая жена лейтенанта Энтони Фрейре Марреко (1915—2006). Она вышла замуж за Роберта Эрланда Николая д’Або (? — 1970), от брака с которым у неё было трое детей.
- леди Изабель Вайолет Кэтлин Мэннерс (5 января 1918 — 21 декабря 2008). Она вышла замуж за груп-кэптена[англ.] (полковника ВВС) Томаса «Лоэла» Гиннесса (1906—1988) и имела детей, включая Линди Гамильтон-Темпл-Блэквуд, маркизу Дафферин и Аву (1941—2020). Она вышла замуж за сэра Роберта Трокмортона, 11-го баронета (1908—1989).
- Чарльз Джон Роберт Мэннерс, 10-й герцог Ратленд (28 мая 1919 — 4 января 1999)
- капитан лорд Джон Мартин Мэннерс (10 сентября 1922 — 11 ноября 2001), женат на Мэри Диане Мур (? — 1997), имел трое детей
- лорд Роджер Дэвид Мэннерс (23 сентября 1925 — 1 октября 2017), был женат на Финоле Сент-Лоуренс Добене, от брака с которой имел дочь.

8 мая 1925 года после смерти своего отца Джон Мэннерс унаследовал титул 9-го герцога Ратленда. В 1927 году он «осуществил свою детскую мечту», поселившись в историческом Хэддон-холле, который он кропотливо восстановил.
Он был покровителем тогдашнего колледжа Лафборо, и Ратленд-холл в университетском кампусе назван в его честь.
Герцог Ратленд скончался от пневмонии в замке Бельвуар в 1940 году, через восемь дней после того, как заболел.

## Титулатура
- 9-й герцог Ратленд (с 8 мая 1925)
- 9-й маркиз Грэнби, Ноттингемшир (с 8 мая 1925)
- 17-й граф Ратленд (с 8 мая 1925)
- 3-й барон Росс из Бельвуара, Лестершир (с 8 мая 1925)
- 9-й лорд Меннерс из Хэддона (с 8 мая 1925).